# Passiflora mapiriensis
Passiflora mapiriensis är en passionsblomsväxtart som beskrevs av Hermann August Theodor Harms. Passiflora mapiriensis ingår i släktet passionsblommor, och familjen passionsblomsväxter. Inga underarter finns listade i Catalogue of Life.